# NGC 5189
NGC 5189 (بالإنجليزية: NGC 5189)‏ الذي يرمز له بالرمز NGC 5189، هو نجم، وسديم كوكبي، في كوكبة الذبابة.

## الاكتشاف
اكتشف في 1 يوليو 1826، بواسطة جيمس دنلوب.